# Ranielli
Ranielli José Cechinato, ou apenas Ranielli (Curitiba, 19 de dezembro de 1970), é um ex-futebolista brasileiro que atuava como meia-esquerda.
Ranielli marcou 148 gols oficiais na carreira profissional.
Atualmente, é empresário.

## Carreira
Teve seu início de carreira no Caxias, onde em 1983 para atuar na categoria de base e se tornou profissional. Atuando com destaque no time Grená vice-campeão gaúcho de 1990, acabou sendo contratado pelo Palmeiras.
Ranielli chegou no verdão em 1990, mas acabou ficando por apenas 11 meses no clube. Sua estreia foi em 30 de agosto, na vitória de 1–0 sobre o Internacional, no Parque Antártica. O meio-campista acabou se transferindo para o Santos junto com o atacante Serginho Fraldinha em troca de César Sampaio.
Chegou no Peixe em 1991 e permaneceu no clube até 1995. Sua estreia foi em 24 de julho, no empate em 1–1 com o GE Novorizontino. Em seu primeiro ano de Vila Belmiro, Ranielli atuou em apenas 8 partidas. Na temporada seguinte, foi mais frequente nas partidas, e participou de 33 jogos. O ano de 1993 marcou sua melhor temporada. Participou de 51 jogos, marcando 12 gols. Não se tornou um titular absoluto no clube, ficando várias partidas no banco e entrando para mudar a partida, e, por isso, acabou ficando conhecido no ‘Talismã Alvinegro’.
Deixou o Santos no meio de 1995, quando foi atuar no Grêmio, recém campeão da Libertadores.
Disputou o Paulistão de 96 pelo Botafogo, antes de jogar pelo Vasco da Gama. Depois do Vasco, Ranielli defendeu o Juventus em 1997.
O meia esteve em 98 na Matonense, onde marcou 16 gols, e no Goiás, no ano seguinte, onde disputou o Campeonato Brasileiro e fez 12 gols em sua passagem.
Em 99, na Portuguesa Santista, disputou dez jogos e marcou sete gols. Cumpriu um contrato de cinco meses com o clube, que permitia a sua saída após a classificação do time na segunda fase do Paulista da Série A–1, e foi para a Ponte Preta.
Após rodar por mais alguns clubes, Ranielli encerrou a carreira em 2002, no Santa Cruz.